# Коріння трави
«Коріння трави» («Žolės šaknys») — радянський двосерійний телефільм 1988 року, знятий режисером Гітісом Лукшасом на Литовській кіностудії.

## Сюжет
За мотивами однойменного твору литовської письменниці Відманте Ясукайтите про долі жінок наприкінці ХІХ століття.

### «Балада про паночку Брукшдваріса» (1 серія)
Дія першої серії «Балада про панночку Брукшдваріса» відбувається у 1863 році під час литовського народного повстання. Панночка Брукшдваріса зраджує свого нареченого, який бере участь у повстанні, і йде жити до нелюбимої людини.

### «Балада про прабабусю Мальвіну» (2 серія)
Друга серія «Балада про прабабусю Мальвіну» переносить глядача в кінець XIX століття в період заборони литовського друку. Католичка Мальвіна та протестант Яніс не можуть бути разом. Але, коли за поширення книг литовською мовою жандарми стріляють у Яніса, всепереможна любов Мальвіни відроджує його до життя.

## У ролях
- Ірена Кряузайте — панночка Брукшдваріса
- Ірена Марія Леонавічюте — Мальвіна
- Андрейс Жагарс — Яніс Пельціс
- Любомірас Лауцявічюс — Адомас
- Владас Багдонас — Лаурінас
- Пятрас Венсловас — Адомас Лепарскіс
- Вільгельмас Вайчекаускас — Єронімас
- Генрікас Кураускас — старий Лепарскіс
- Інга Бурнейкайте — молода пані
- Расуоле Лаурінайтіте — мати Лаурінаса
- В. Кузнецовас — Адомас у дитинстві
- Алдона Янушаускайте — мати Крістіни
- Міколас Смагураускас — батько Крістіни
- Броне Кашалінене — стара Мальвіна
- Лайма Петерсонайте — Крістіна
- Вілюс Пятраускас — батько Мальвіни
- Вітаутас Шеріс — Лейба, господар корчми
- Егле Чекуоліте — служниця в маєтку Лепарських
- Арунас Іванаускас — Лаурінас у дитинстві
- Йонас Каваляускас — старий ксьондз
- Валентінас Масальскіс — молодий ксьондз
- Повілас Зулонас — сват
- Йонас Брашкіс — зрадник
- Галина Даугуветіте — Пельцене
- Юозас Ярушявічюс — батько панночки Брукшдваріса
- Сігітас Рачкіс — повстанець
- А. Томкявічюте — Ільзіте
- Дарюс Ціценас — Юозяліс
- Юрга Кащюкайте — Стасяле
- А. Марчюльоніс — Казяліс

## Знімальна група
- Режисер — Гітіс Лукшас
- Сценарист — Відманте Ясукайтіте
- Оператор — Йонас Гріцюс
- Композитор — Бронісловас-Вайдутіс Кутавічюс
- Художник — Аугіс Кяпяжінскас